# Penthophlebia nigriceps
Penthophlebia nigriceps là một loài bướm đêm trong họ Geometridae.